# Battaglia dell'Intombe
La battaglia di Intombe (anche Intombi o Intombi River Drift) ebbe luogo il 12 marzo 1879 durante la guerra anglo-zulu dove le truppe zulu di Mbilini waMswati attaccarono i soldati britannici insieme ai conduttori civili africani, guide e Voorloopers (scouts) mentre difendevano un convoglio di carri sulla strada da Derby e Lüneberg.

## Contesto
Il villaggio di Lüneberg si trovava nei territori contesi a nord del Regno Zulu ed era stato laagerato dai suoi 120 coloni bianchi, dopo che arrivò la notizia della vittoria degli Zulu a Isandlwana. Nella stagione calda, le condizioni nel laager erano pessime e le malattie tipo tifo e malaria si diffondevano. Gli Zulu rappresentavano una seria minaccia per l'area che fu attaccata nella notte tra il 10 e 11 febbraio. Temendo una ripetizione dell'attacco, gli inglesi inviarono quattro compagnie dell'80º reggimento di fanteria (maggiore Charles Tucker) a presidiare il villaggio. 
Alla fine di febbraio 1879, un convoglio di diciotto carri che trasportava 90 000 unità di munizioni .577/450 Martini-Henry, farina di mais, cibo in scatola, biscotti, una batteria di razzi e altre armi per l'80º reggimento, fu inviato da Lydenburg per rifornire la guarnigione. Dal confine del Transvaal il convoglio è stato scortato dalla compagnia D (il capitano Anderson accompagnato dal tenente Daubeney) dell'80º reggimento, da Lüneberg, che si è incontrata sulla strada da Derby il 1 marzo. Entro il 5 marzo, il convoglio era ancora a 8 km da Meyer's Drift, a 13 km da Lüneberg, essendo stato ostacolato dalle piogge che hanno causato l'ingrossamento dei fiumi e l'ammorbidimento del terreno. 
I carri furono spinti per la maggior parte della strada e temendo un attacco zulu, Tucker inviò un ordine ad Anderson di raggiungere Lüneberg quella notte "ad ogni costo". Il comandante della compagnia lo prese alla lettera, abbandonò i carri e tornò a Lüneberg. Il pretendente swazi Mbilini waMswati e i suoi irregolari zulu stavano osservando il convoglio e non appena la scorta è partita, i carri sono stati attaccati da saccheggiatori, conducenti e voorlooper (scout) in corsa verso Derby. Poco dopo, un gruppo avanzato inviato da Hamu arrivò e scacciò a turno i saccheggiatori, che tornarono non appena gli uomini di Hamu se ne andarono; il gruppo di razziatori si impadronì di provviste e quaranta buoi.

## Preludio
Quando Anderson raggiunse Lüneberg senza i rifornimenti, Tucker rimase inorridito e inviò il capitano David Moriarty e 106 uomini per portare il convoglio. La scorta aveva portato sei carri sull'altra sponda dell'Intombe, a 6 km da Lüneberg. Altri sei carri erano 5 km più indietro. Quando il gruppo di Moriarty raggiunse Meyer's Drift, il fiume si era alzato; un accampamento fu allestito sul lato di Lüneberg e gli uomini iniziarono a legare una zattera di assi di legno e barili con la corda. Pochi uomini alla volta furono traghettati attraverso, ad eccezione di un gruppo di 35 comandati dal tenente Lindop. Sul lato opposto, Moriarty e il resto del gruppo andarono a recuperare i carri, ma scoprirono che la maggior parte era stata svuotata dai saccheggiatori. 
Ci è voluto fino a mezzogiorno dell'11 marzo per portare tutti i carri sul lato del fiume da Derby, quando due carri erano stati trasportati sul lato di Lüneberg. L'Intombe si era risvegliato e scorreva a 7 nodi, decisamente troppo veloce per essere attraversato. Moriarty ordinò che i carri fossero immagazzinati per la notte. Il gruppo di Moriarty, fuori per cinque notti, inzuppato e incapace di cucinare il cibo ha riempito i carri il più strettamente possibile, lasciando degli spazi vuoti tra loro, a "V" con le estremità sul fiume. Nel pomeriggio, il fiume si era calmato, lasciando il laager spalancato alle due estremità della "V". 
L'11 marzo, Tucker ha ispezionato il laager presso il fiume ha scoperto che era mal costruito. Non fu colpito dalla forma a "v" rovesciata in cui erano disposti i carri, con la base sul fiume. La quantità d'acqua nel fiume era diminuita e c'era un divario di diversi metri tra il fiume e la base. C'erano altri difetti nell'arrangiamento; Tucker riteneva che non offrisse "alcuna protezione nel caso in cui gli Zulu attaccassero in numero". La guarnigione è stata indebolita dal fatto che si trovava su entrambe le sponde del fiume, trenta uomini sono stati laagerati sull'altra sponda. Mbilini waMswati, il leader Zulu locale, radunò circa 800 uomini su un'altura conosciuta come Tafelberg a 5 km a nord-est del guado (Meyer's Drift) per attaccare il laager. Mbilini ha perlustrato il laager alla fine dell'11 marzo e ha visto quanto fosse vulnerabile. Sfruttando una nebbia per avvicinarsi al laager senza essere visto, Mbilini guidò i suoi zulu all'attacco all'inizio del 12 marzo.

## La battaglia
Nella notte dell'11 marzo 1879, due sentinelle erano di stanza a 18 metri dal laager, ma a 46 metri limitava la vista davanti a loro. Alle 3:30 del mattino del 12 marzo si è sentito uno sparo vicino al campo. Gli uomini tornarono ai loro letti dopo che Moriarty decise che non aveva alcuna conseguenza. Un'ora e mezza dopo, una sentinella sulla sponda opposta vide, attraverso una radura nella nebbia, una enorme massa di zulu che avanzava silenziosamente verso l'accampamento. 
"Ha subito sparato con il suo fucile e ha dato l'allarme", registrò Tucker. "Le sentinelle dall'altra parte fecero lo stesso. Naturalmente gli uomini si alzarono in un momento, alcuni dormivano sotto i carri e altri nelle tende; ma prima che gli uomini fossero nelle loro posizioni gli Zulu avevano sparato una raffica, gettato a terra i loro fucili... ed erano intorno ai carri sopra di loro, e anche dentro con il bestiame, quasi all'istante. Sono arrivati così rapidamente che non c'era davvero alcune difesa da parte dei nostri uomini; era semplicemente ogni uomo che combatteva per la sua vita, e in pochi minuti tutto finì, i nostri uomini furono semplicemente massacrati. 
 - Tucker
Moriarty caricò fuori dalla sua tenda con il suo revolver pronto e uccise tre Zulu prima di essere colpito dalla parte anteriore e pugnalato con una zagaglia da dietro e si diceva che avesse gridato: "Fuoco ragazzi, morte o gloria! Ho finito." dopodiché cadde. Pochi dei suoi compagni riuscirono ad opporre resistenza e molti furono abbattuti. I sopravvissuti sono fuggiti nel fiume, ancora in piena, che scorre a 7 nodi, sperando di essere trasportati sull'altra sponda. Le truppe sulla sponda opposta hanno fornito quanto più fuoco di copertura possibile. Su ciò che i sopravvissuti potevano vedere raggiunta la sponda del fiume Lüneberg, il tenente Henry Hollingworth Harward, il secondo in comando di Moriarty, diede l'ordine di ritirarsi mentre diverse centinaia di zulu stavano attraversando il fiume. Non appena lo fece, afferrò il primo cavallo che avvistò e fuggì, abbandonando i suoi uomini. 
Questi sopravvissuti furono lasciati sotto il comando del sergente Anthony Clarke Booth. Per 5 km, gli Zulu inseguirono il gruppo di una quarantina di sopravvissuti. Ogni volta che si avvicinavano, molte delle truppe più audaci insieme a Booth, si fermavano per lanciare una raffica, che disperdeva i loro inseguitori. Quattro uomini che si sono separati dal gruppo per prendere una scorciatoia per Lüneberg sono stati raggiunti e uccisi. Gli altri arrivarono a Raby's Farm, a circa 3 km da Lüneberg, dove gli zulu interruppero il loro inseguimento. Booth è stato successivamente insignito della Victoria Cross. I carri del laager furono saccheggiati e tutte le munizioni e le provviste furono portate via dagli zulu o distrutte. 
Harward arrivò a Lüneberg e raccontò a Tucker quello che era successo; Tucker ordinò a tutte le sue truppe a cavallo di accompagnarlo al campo e a 150 fanti di seguirlo. Tucker e la sua forza a cavallo hanno individuato "masse dense" di zulu lasciare la scena della battaglia mentre si avvicinavano. Al campo, hanno scoperto un soldato che era riuscito a fuggire miracolosamente essendo stato portato dal fiume per poi ricongiugerlo al campo. Lui e due conducenti africani dei carri erano gli unici sopravvissuti.

## Conseguenze

### Casualità
È possibile fare una comparazione da Intombe e Rorke's Drift. A Intombe una forza di 500 a 800 zulu aveva rapidamente invaso e sconfitto oltre 100 fanti regolari britannici nel laager. A Rorke's Drift, oltre 100 fanti regolari britannici sono stati in grado di tenere a bada da 3 000 a 4 000 zulu da dietro fortificazioni costruite frettolosamente ma robuste per quasi un giorno. Intombe ha dimostrato la vulnerabilità delle linee di rifornimento lente e scomode da cui dipendeva l'esercito britannico e il prezzo dell'autocompiacimento. Se gli Zulu avessero continuato a sfruttare questa vulnerabilità, le colonne britanniche potevano essere bloccate o respinte. 
Otto mesi dopo l'incidente, Harward fu portato dall'Inghilterra sotto arresto, accusato di "comportamento scorretto davanti al nemico e di aver vergognosamente abbandonato un gruppo del reggimento sotto il suo comando quando attaccato" e altre accuse minori. Harward fu assolto, presumibilmente perché è partito per ottenere rinforzi che, con la loro prontezza, hanno impedito al suo gruppo dall'annientamento. Sir Garnet Wolseley fu così sconvolto dal verdetto che aggiunse dei commenti negativi, che furono letti a ogni reggimento dell'esercito. Harward si dimise dal suo incarico nel maggio 1880. 
Nel 1988, Donald Morris scrisse che nell'accampamento furono trovati i corpi del capitano Moriarty, del chirurgo Cobbins, di tre conduttori, quindici voorlooper africani e sessanta soldati. Nel 1995, John Lock scrisse che c'erano solo una cinquantina di sopravvissuti su 150 uomini; per le settimane successive, mentre il fiume saliva e scendeva con le piogge, i cadaveri furono trovati nel'acqua e lungo le sponde. Fucili, i 90 000 colpi di munizioni Martini-Henry e 225 libbre di polvere da sparo andarano perduti. Nel 1998, Morris scrisse di ottanta uomini uccisi, 62 dei morti erano soldati britannici insieme a tre conducenti e 15 voorloopers africani. Nel 2009, John Laband ha scritto che un ufficiale e sessanta uomini, un chirurgo civile, due conducenti di carri e quindici conducenti africani sono stati uccisi; trenta zulu morti furono trovati sulle rive del Ntombe. Nel 2012, Adrian Greaves ha scritto che gli inglesi e i loro alleati locali avevano subìto vittime di un ufficiale, un medico, 64 altri ranghi e quindici africani uccisi e venti dispersi, presumibilmente annegati.